# Mellita
Mellita is een geslacht van zee-egels uit de familie Mellitidae. De wetenschappelijke naam werd in 1841 voor het eerst geldig gepubliceerd door Louis Agassiz. Agassiz gaf Jacob Theodor Klein op als auteur van het geslacht. Deze had de naam in 1734 gebruikt, maar omdat dit vóór de invoering van de binominale nomenclatuur volgens Linnaeus was, is dit volgens de zoölogische nomenclatuur geen geldige naam, en is Agassiz de auteur.

## Kenmerken
Mellita worden gekenmerkt door vijf langwerpige lunules op het pantser.

## Verspreiding en leefgebied
De levende soorten uit dit geslacht komen voor in tropisch en gematigd water, zowel in de Atlantische Oceaan als de Grote Oceaan vooral ter hoogte van Centraal-Amerika en Mexico. De typesoort is Mellita quinquiesperforata, de meest verspreide soort die aan de Atlantische zijde voorkomt.

## Soorten
- Mellita aclinensis Kier, 1963 †
- Mellita grantii Mortensen, 1948
- Mellita isometra Harold & Telford, 1990
- Mellita kanakoffi Durham, 1961
- Mellita longifissa Michelin, 1858
- Mellita notabilis H.L. Clark, 1947
- Mellita quinquiesperforata (Leske, 1778)
- Mellita tenuis H.L. Clark, 1940